# Tasmanaria aegis
Tasmanaria aegis is een hydroïdpoliep uit de familie Sertulariidae. De poliep komt uit het geslacht Tasmanaria. Tasmanaria aegis werd in 2001 voor het eerst wetenschappelijk beschreven door Watson & Vervoort. 